# Les Légendes des terres brûlées

Les Légendes des terres brûlées est un monde imaginaire, dérivé de celui de Rokugan, développé par l'éditeur américain Alderac Entertainment Group; il est utilisé à la fois pour un jeu de cartes à collectionner (JCC) du nom de "Legend of the Burning Sands" (LBS) publié par Five Rings Publishing Group (FRPG, une coentreprise formée par AEG) et ISOMEDIA) et pour un jeu de rôle. Les Légendes des terres brûlées se situent dans le même univers que Legend of the Five Rings, mais dans un contexte rappelant plutôt l'univers des Mille et Une Nuits, avec quelques rares personnages présents dans les deux jeux. Tant le jeu de carte à collectionner que le jeu de rôle utilisent les mécanismes déjà utilisés dans les jeux précédents.

## Publications

### LeJCC"Legend of the Burning Sands"
Les trois premiers sets de "Legend of the Burning Sands" (LBS) sont publiées en 1998 en utilisant le système de jeu expérimental de FRPG, appelé "Rolling Thunder system". Ce mécanisme de distribution se révèle toutefois plutôt impopulaire, de sorte que le jeu se trouve dans une impasse. Après six mois est publiée la dernière extension du jeu, The Awakening, qui sert de conclusion, mais l'intérêt du public pour la gamme s'est déjà considérablement affaibli. Les ventes sont mauvaises et l'essentiel du stock est pilonné afin de réduire les coûts de stockage. Les extensions du JCC LBS sont :
1. Shadow of the Tyrant : publiée en juillet 1998 - 156 cartes.
2. Secrets and Lies : publiée en octobre 1998 - 104 cartes.
3. Black Hand, Black Heart : publiée en décembre 1998 - 104 cartes.
4. The Awakening : publiée en juin 1999 - environ 315 cartes.

Renouveau : En 2006, un mouvement visant à faire revivre LBS voit le jour à Origins et à la GenCon. Les fans projettent de photographier toutes les cartes connues à des fins de documentation dans l'espoir de créer des règles permettant de jouer avec des cartes de substitution. Un plugin pour le logiciel libre LackeyCCG est également créé; il inclut toutes les illustrations, textes et règles des cartes, ce qui permet aux joueurs de jouer à "Legends of the Burning Sands" en ligne sans les contraintes liées à la disponibilité des cartes ou aux déplacements géographiques.

### LeJdRLes Légendes des terres brûlées
En septembre 2008, dix ans après l'arrêt du JCC, AEG annonce la parution d'un supplément "Legend of the Burning Sands" pour la 3e édition de son jeu de rôle sur table "Le Livre des Cinq Anneaux". Il est traduit en français en 2009 par Edge Entertainment sous le titre de "Les Légendes des terres brûlées". Une mise à jour compatible avec la 4e édition est publiée sous la forme d'un PDF gratuit en 2010.

## L'univers
Tout comme Le Livre des Cinq Anneaux, Les Légendes des terres brûlées est fondé sur la rivalité et l’affrontement de nombreuses factions : Ashalan, Royaumes d'Ivoire, Assassins, Ra'Shari, Senpet, Yodatai, Celestial Alliance, Jackals, Ebonites, Moto, Dahab et Qabal.